# Emphiesmenus nodicollis
Emphiesmenus nodicollis är en skalbaggsart som först beskrevs av Charles Joseph Gahan 1907.  Emphiesmenus nodicollis ingår i släktet Emphiesmenus och familjen långhorningar. Inga underarter finns listade i Catalogue of Life.